# Hospital de la Concepción (Burgos)
El Hospital de la Concepción es un edificio histórico situado en la zona sur del casco urbano de la ciudad española de Burgos. Se encuentra ubicado en la esquina de calles Barrio Gimeno y Madrid.

## Historia
Fue creado por una fundación benéfica del mercader Diego de Bernuy. Su construcción data del siglo xvi, cuando se levantaron inicialmente sendas enfermerías para hombre y mujeres, su portada es de una ampliación siglo xvii. Conocido también como Hospitalillo, se trata de un edificio renacentista de suntuosa fachada y amplio interior, que sirvió como posada de peregrinos desde su creación, en él se hospedó Santa Teresa de Jesús.
En el año 1799 se instauró en él la Facultad de Medicina, que desapareció hacia el año 1817. Las tropas francesas lo ocuparon y lo transformaron en cuartel hacia 1813.

## Uso actual y futuro
En 2003, el Ayuntamiento de Burgos adquirió el edificio, mediante una permuta de terreno, y se lo cedió a la Universidad de Burgos, para el uso como dotación académica. En 2012, se concluyeron las obras de rehabilitación del edificio, tras una inversión de más de 7 millones de euros.
En 2018 se firmó un convenio entre el Ministerio de Educación, Cultura y Deporte, la Junta de Castilla y León, la Universidad de Burgos, y el Ayuntamiento de Burgos, para uso compatido del edificio entre el Archivo Histórico Provincial y otros usos universitarios.
Para alcanzar los objetivos del citado convenio, el 2 de julio de 2024, el Consejo de Ministros autorizó las obras de rehabilitación del inmueble, así como la construcción de un edificio anejo, por valor de 30,5 millones de euros, a cargo del presupuesto del Ministerio de Cultura.

## Galería de imágenes

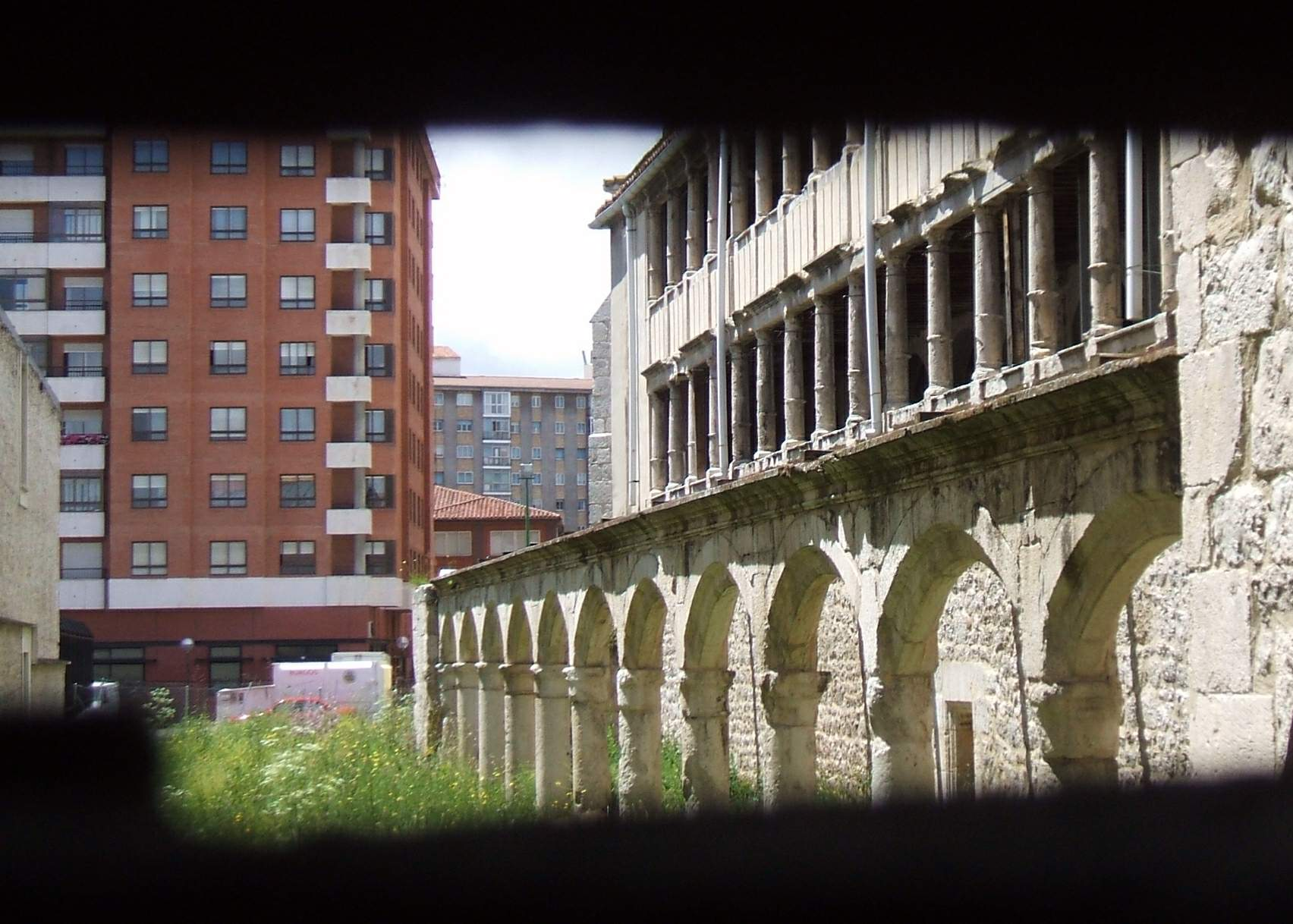
Fachada sur
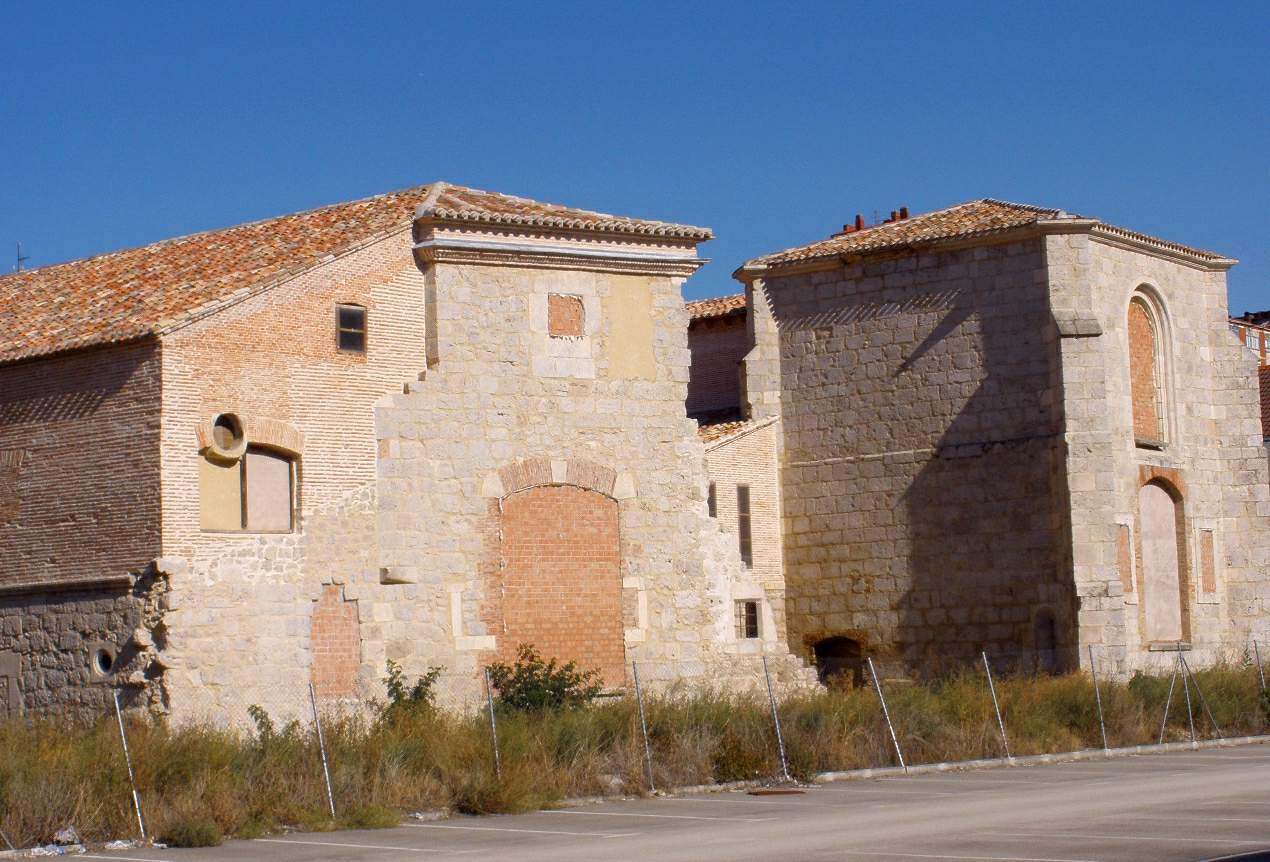
Fachada oeste
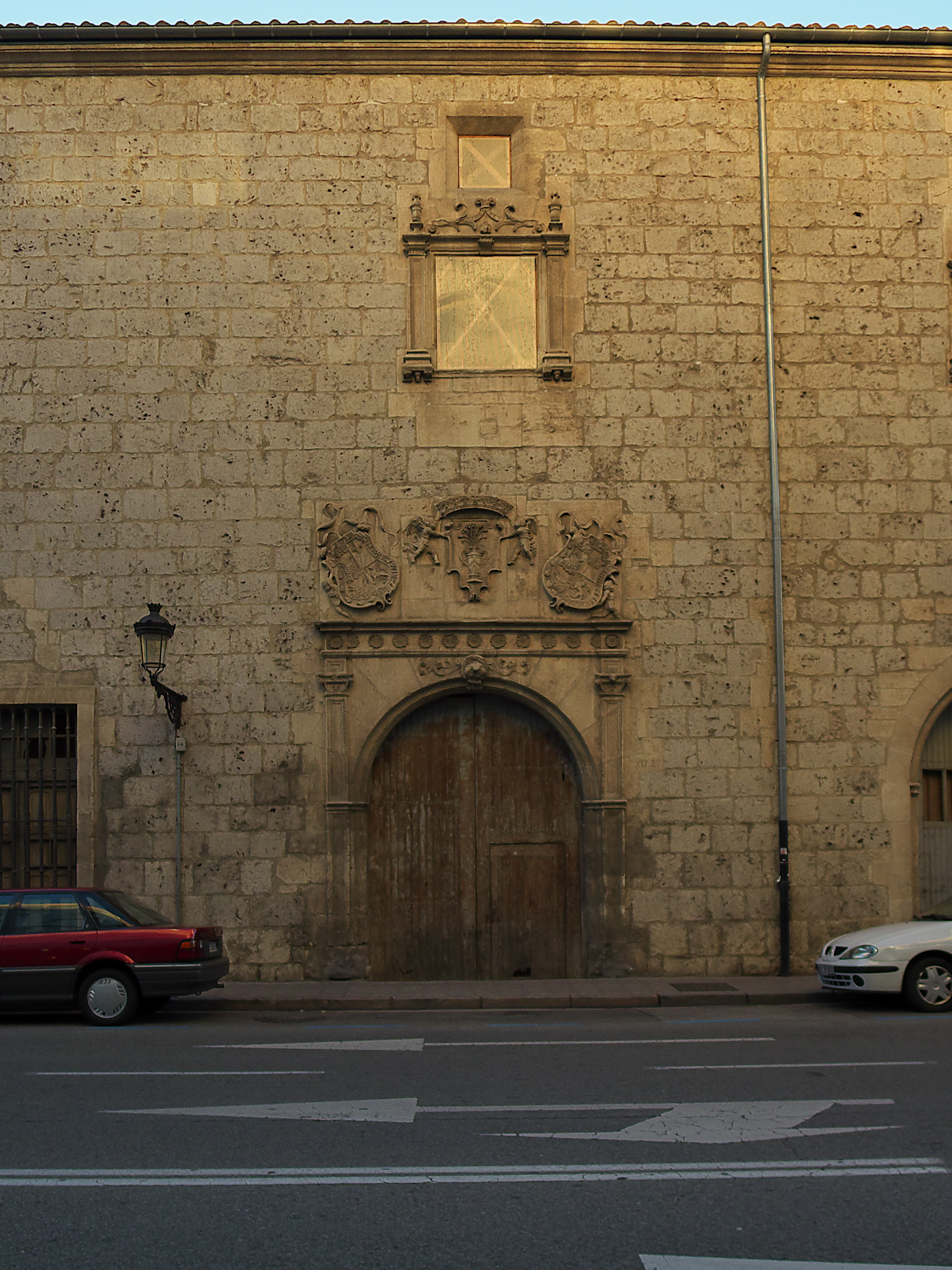
Fachada este
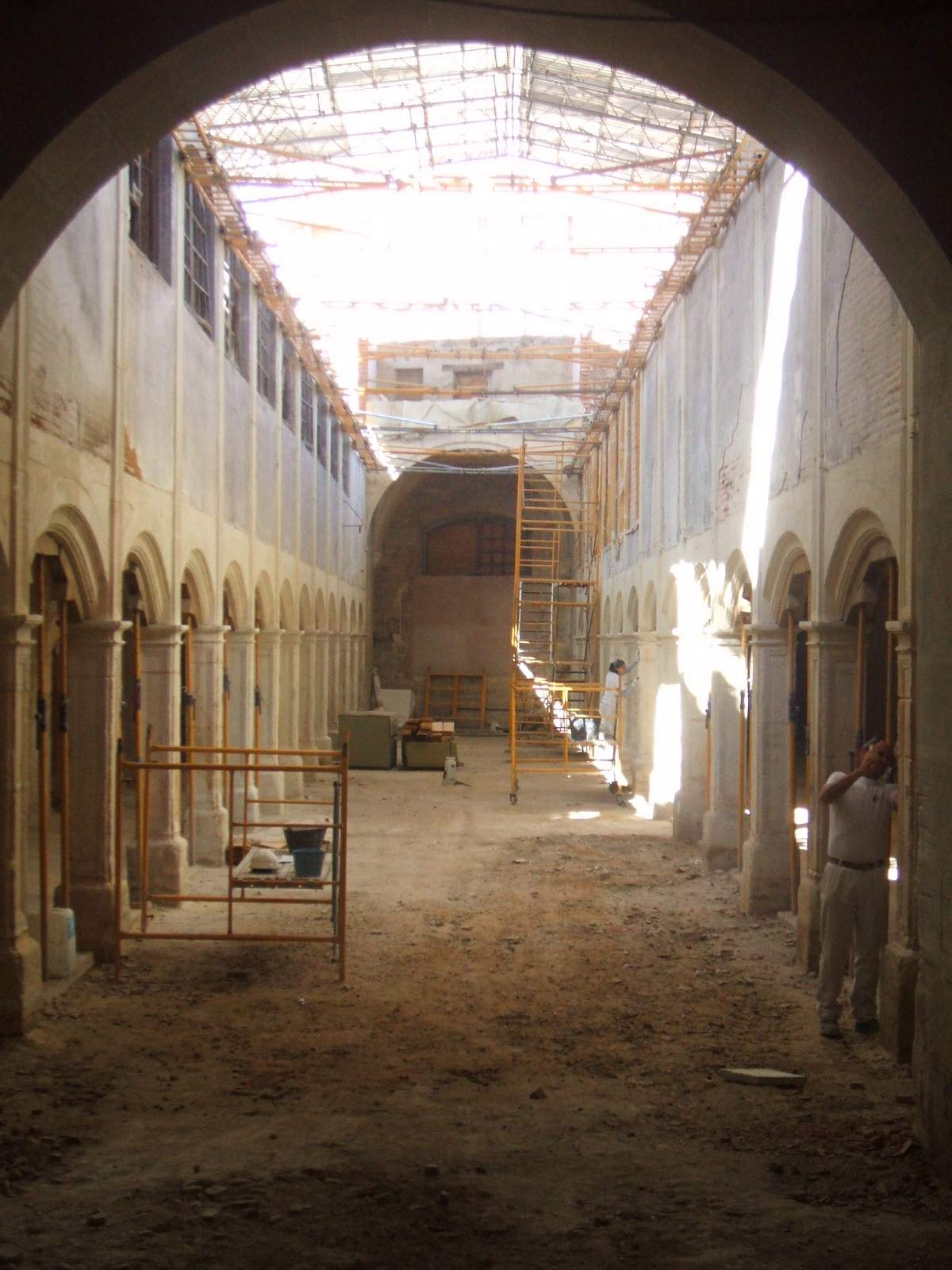
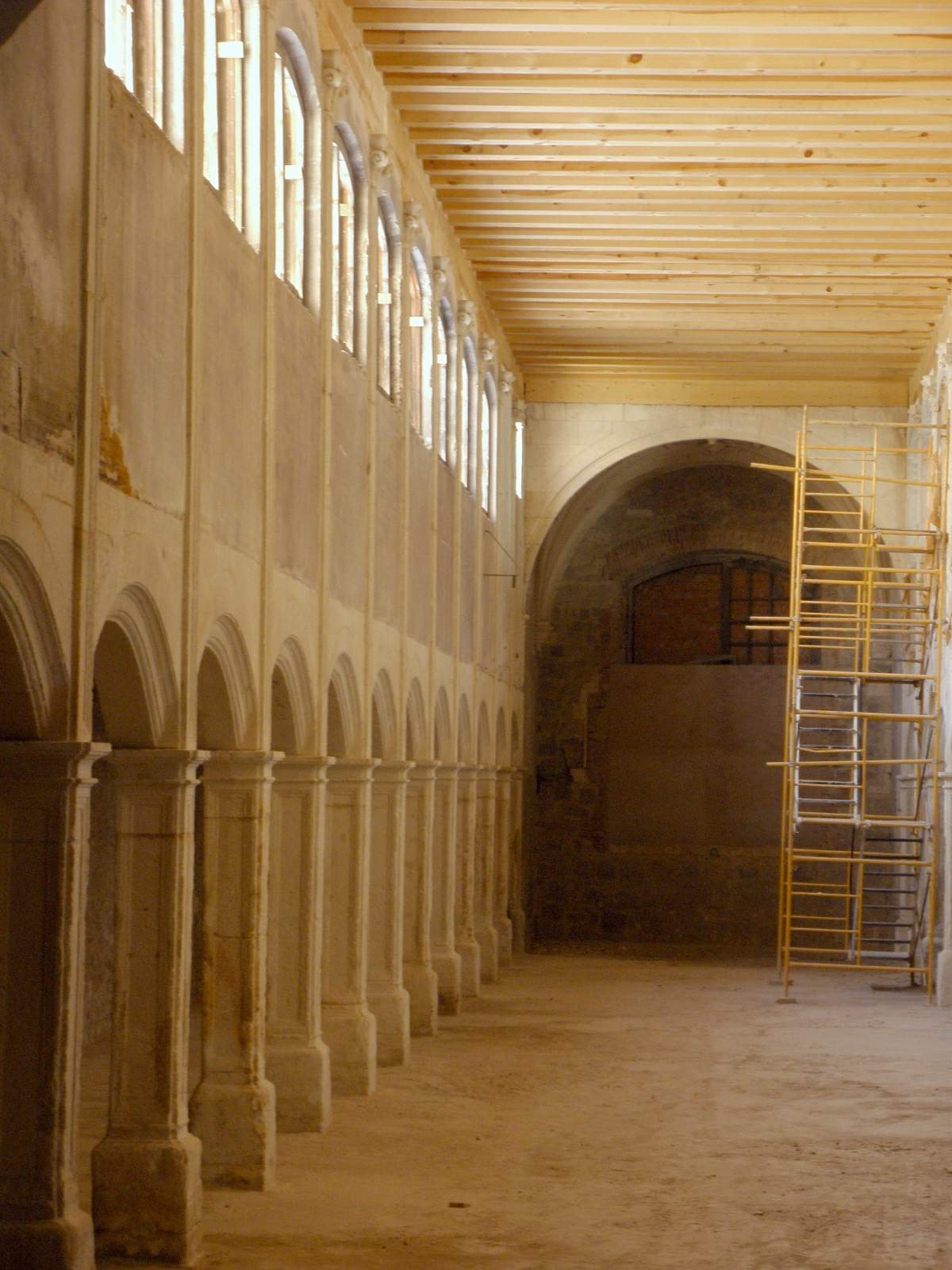